# Oszustwo
Oszustwo, wyłudzenie – przestępstwo polegające na doprowadzeniu innej osoby do niekorzystnego rozporządzenia mieniem własnym lub cudzym za pomocą wprowadzenia jej w błąd albo wyzyskania jej błędu lub niezdolności do należytego pojmowania przedsiębranego działania, w celu osiągnięcia korzyści majątkowej.
Pojęcie rozporządzenia mieniem ma na gruncie prawa karnego autonomiczny charakter i nie może być utożsamiane z rozporządzeniem rzeczą w rozumieniu prawa cywilnego. Rozporządzeniem będzie każda dyspozycja pokrzywdzonego prowadząca do zmiany stanu majątkowego własnego lub innej osoby.
Znamię niekorzystności nie jest równoznaczne z wystąpieniem szkody po stronie pokrzywdzonego. O niekorzystności rozporządzenia można mówić już wtedy, gdy zmiana stanu majątkowego nosi zdecydowanie ujemny charakter, choć nie przejawia się w postaci konkretnego uszczerbku. Dyspozycją taką może być prolongata długu lub udzielenie kredytu bez należytego zabezpieczenia. Ocena niekorzystności następuje na chwilę doprowadzenia do rozporządzenia, co oznacza, że późniejsze działania sprawcy np. spłacenie udzielonego kredytu, nie mają wpływu na byt przestępstwa, choć mogą rzutować na wymiar kary.

## Zamiar przestępcy
Wprowadzenie w błąd polega na podjęciu przez sprawcę zabiegów mających na celu wytworzenie w świadomości pokrzywdzonego nieprawdziwego obrazu rzeczywistości. Błąd może przejawiać się w postaci urojenia nieistniejącego faktu lub nieświadomości prawdziwego stanu rzeczy. Przedmiot błędu musi obiektywnie stanowić przyczynę dokonania rozporządzenia i powinien ściśle wiązać się z jego niekorzystnością. Zachowanie sprawcy może polegać na działaniu (nieprawdziwe zapewnienie o pewnych okolicznościach) lub zaniechaniu (zatajenie pewnych okoliczności).
Sprawca wyzyskuje błąd, gdy wie o błędnym przekonaniu pokrzywdzonego co do określonego fragmentu rzeczywistości, ale nie czyni nic, by go z tego błędu wyprowadzić.
Wykorzystanie niezdolności do należytego pojmowania przedsiębranego działania zachodzi w każdym przypadku, gdy sprawca doprowadza do niekorzystnego rozporządzenia mieniem osobę, która nie jest w stanie rozeznać się w skutkach podejmowanej czynności z powodu wieku, upośledzenia psychicznego, odurzenia alkoholowego lub narkotycznego.
Zamiarem sprawcy objęte jest uzyskanie korzyści majątkowej dla siebie lub dla kogoś innego.
Uzyskana korzyść lub jej równowartość powinna być zwrócona.

## Oszustwo w prawie
Kodeks wykroczeń w art. 134 przewiduje odpowiedzialność za oszustwo gospodarcze:
Art. 134.
§  1. Kto przy sprzedaży towaru lub świadczeniu usług oszukuje nabywcę co do ilości, wagi, miary, gatunku, rodzaju lub ceny, jeżeli nabywca poniósł lub mógł ponieść szkodę nieprzekraczającą 100 złotych, podlega karze aresztu, ograniczenia wolności albo grzywny.
§ 2. Tej samej karze podlega, kto przy nabyciu produktów rolnych lub hodowlanych oszukuje dostawcę co do ilości, wagi, miary, gatunku lub ceny, jeżeli dostawca poniósł lub mógł ponieść szkodę nieprzekraczającą 100 złotych.
§ 3. Usiłowanie wykroczenia określonego w § 1 lub 2 oraz podżeganie i pomocnictwo są karalne.
Kodeks cywilny także zawiera regulacje dotyczące oszustwa:
Art. 388.
§ 1. Jeżeli jedna ze stron, wyzyskując przymusowe położenie, niedołęstwo lub niedoświadczenie drugiej strony, w zamian za swoje świadczenie przyjmuje albo zastrzega dla siebie lub dla osoby trzeciej świadczenie, którego wartość w chwili zawarcia umowy przewyższa w rażącym stopniu wartość jej własnego świadczenia, druga strona może żądać zmniejszenia swego świadczenia lub zwiększenia należnego jej świadczenia, a w wypadku gdy jedno i drugie byłoby nadmiernie utrudnione, może ona żądać unieważnienia umowy.
§ 2. Uprawnienia powyższe wygasają z upływem lat dwóch od dnia zawarcia umowy.
Art. 405. Kto bez podstawy prawnej uzyskał korzyść majątkową kosztem innej osoby, obowiązany jest do wydania korzyści w naturze, a gdyby to nie było możliwe, do zwrotu jej wartości.
Art. 406. Obowiązek wydania korzyści obejmuje nie tylko korzyść bezpośrednio uzyskaną, lecz także wszystko, co w razie zbycia, utraty lub uszkodzenia zostało uzyskane w zamian tej korzyści albo jako naprawienie szkody.
Oszustwa są również penalizowane przez ustawy o rynku finansowym, m.in. ustawę o giełdach towarowych, ustawę o funduszach inwestycyjnych i zarządzaniu alternatywnymi funduszami inwestycyjnymi, ustawę o obrocie instrumentami finansowymi, ustawę o obligacjach i inne. Regulacje określają przestępstwa i nadużycia, takie jak:
- składanie zleceń wprowadzających w błąd co do rzeczywistej ceny instrumentu finansowego,
- zapewnianie kontroli nad popytem lub podażą instrumentu finansowego z naruszeniem zasad uczciwego obrotu,
- wykorzystanie informacji stanowiących tajemnicę zawodową lub informację poufną,
- prowadzenie działalności finansowej bez wymaganego zezwolenia,
- podawanie nieprawdziwych informacji lub zatajanie informacji przez osoby odpowiedzialne za sporządzanie sprawozdań podawanych do wiadomości publicznej[2].